# ラ・リオハ大学
ラ・リオハ大学（スペイン語: University de La Rioja、UR）は、スペイン・ラ・リオハ州ログローニョに本部を置く公立大学。

## 歴史
1970年代末の民主化によって大学が数多く設立されたのちも、ラ・リオハ州には公立・私立ともに大学が存在しなかったが、1992年に公立のラ・リオハ大学が設立された。ラ・リオハ州はスペイン最大のワイン産地（リオハ・ワイン）であり、1996年にはワイン学の学位を提供するスペイン初の大学となった。なお、2009年にはラ・リオハ州初の私立大学としてラ・リオハ国際大学が設立されている。現在は約4,500人が在学しており、また約14,000人の卒業生がいる。

## 歴代学長
- 1992-1994 ペドロ・J・カンポス
- 1994-2001 ウルバーノ・エスピノーサ
- 2001-2004 マリア・デル・カルメン・オルティス・ラリャーナ
- 2004-2012 ホセ・マリア・マルティネス・デ・ピソン・カベーロ
- 2012-2016 ホセ・アルナエス・バディーリョ
- 2016- フリオ・ヘスス・ルビオ・ガルシア

## 出身者
- ホセ・ルイス・ペレス・パストール（スペイン語版） - 政治家・著作家。スペイン上院議員。
- ホセ・ルイス・ベルメホ（スペイン語版） - 政治家。ログローニョ市長。スペイン上院議員。
- セサル・ルエナ（スペイン語版） - 政治家。スペイン下院議員。
- クリスティーナ・ウルヘル（スペイン語版） - 女優。